# Arquitectura mudéjar de Cuéllar
La arquitectura mudéjar de Cuéllar es un grupo de construcciones pertenecientes al arte mudéjar localizadas en la villa de Cuéllar, provincia de Segovia (España), que representa uno de los focos de este estilo más importantes en toda la cuenca del Duero, junto con Arévalo y Sahagún, y es el más numeroso de Castilla y León, por lo que es denominada Capital del mundo mudéjar. Debido a ello, y por estar encuadrada dentro de la comarca Tierra de Pinares, desde hace años se autodefine en el ámbito turístico como "Isla mudéjar en mar de pinares".
La cronología del mudéjar cuellarano abarca desde el siglo XII –por lo que procede del primer periodo de este arte- hasta el XVII y está presente en casi una veintena de edificios tanto civiles como religiosos, destacando entre todos ellos las iglesias de San Andrés, San Esteban y San Martín. Las principales peculiaridades del mudéjar religioso de Cuéllar son la escasa anchura de las naves laterales de los templos, los muros de mampostería que salvaguardan de la humedad sus ábsides y la decoración de éstos, diferente a la localizada en la provincia de Valladolid y otros focos castellanos; en lo que respecta a la arquitectura defensiva, tiene gran similitud con el mudéjar militar toledano, mientras que en la popular destacan los aleros de entramado de madera, de clara influencia musulmana.
Estos edificios fueron construidos por la comunidad musulmana de Cuéllar, de gran importancia a juzgar por el número de construcciones, por las cantidades económicas que tributaban y por su maqbara, la más importante localizada hasta el momento en Castilla y León, y el periodo de construcción coincide con el momento de esplendor económico que vivió la villa en los siglos XII y XIII, producto del importante comercio de lana que sostuvo hasta el siglo XVI, desaparecido durante la depresión económica que acusó a Castilla.

## El mudéjar cuellarano
Con motivo de la repoblación, las recién creadas Comunidades de Villa y Tierra se llenaron de templos y monasterios cristianos. Además, el buen nivel económico conseguido por Cuéllar al final del reinado de Fernando III de Castilla y muy especialmente durante el de su hijo Alfonso X el Sabio, convirtieron la villa en una de las poblaciones más importantes de la meseta del Duero. El rey Alfonso, quien mostró una profunda predilección por la villa, implantó en ella un importante emporio ganadero que, junto a las exenciones que hizo en su Fuero Real confortaron una próspera economía derivada de la producción lanera, exportada ya desde el siglo XII a los telares flamencos utilizando los puertos del Cantábrico. Este despegue económico favoreció la construcción de un gran número de iglesias, que incluso sorprende al historiador, pues a lo largo de los siglos posteriores y hasta el XV, se conocen los nombres de incluso veinticuatro iglesias, cuando su población entonces rondaba los 1700 habitantes.

## Arquitectura religiosa
El conjunto mudéjar de Cuéllar está formado principalmente por templos, obras de carácter popular de clara influencia románica, que suelen tener una o tres naves que en su origen estaban techadas con armaduras de madera. Datan en su mayoría del siglo XIII y son un buen ejemplo de la mezcla de culturas ocurrida en la Edad Media en las regiones fronterizas. Constituyen un destacado grupo de edificaciones que articulan la vida de cada una de las colaciones o barrios que formaban en la Edad Media la Villa, tanto a nivel espiritual como social y económico, pues en sus atrios se celebraban las reuniones vecinales, y tanto dentro como fuera eran enterrados los vecinos de la parroquia.

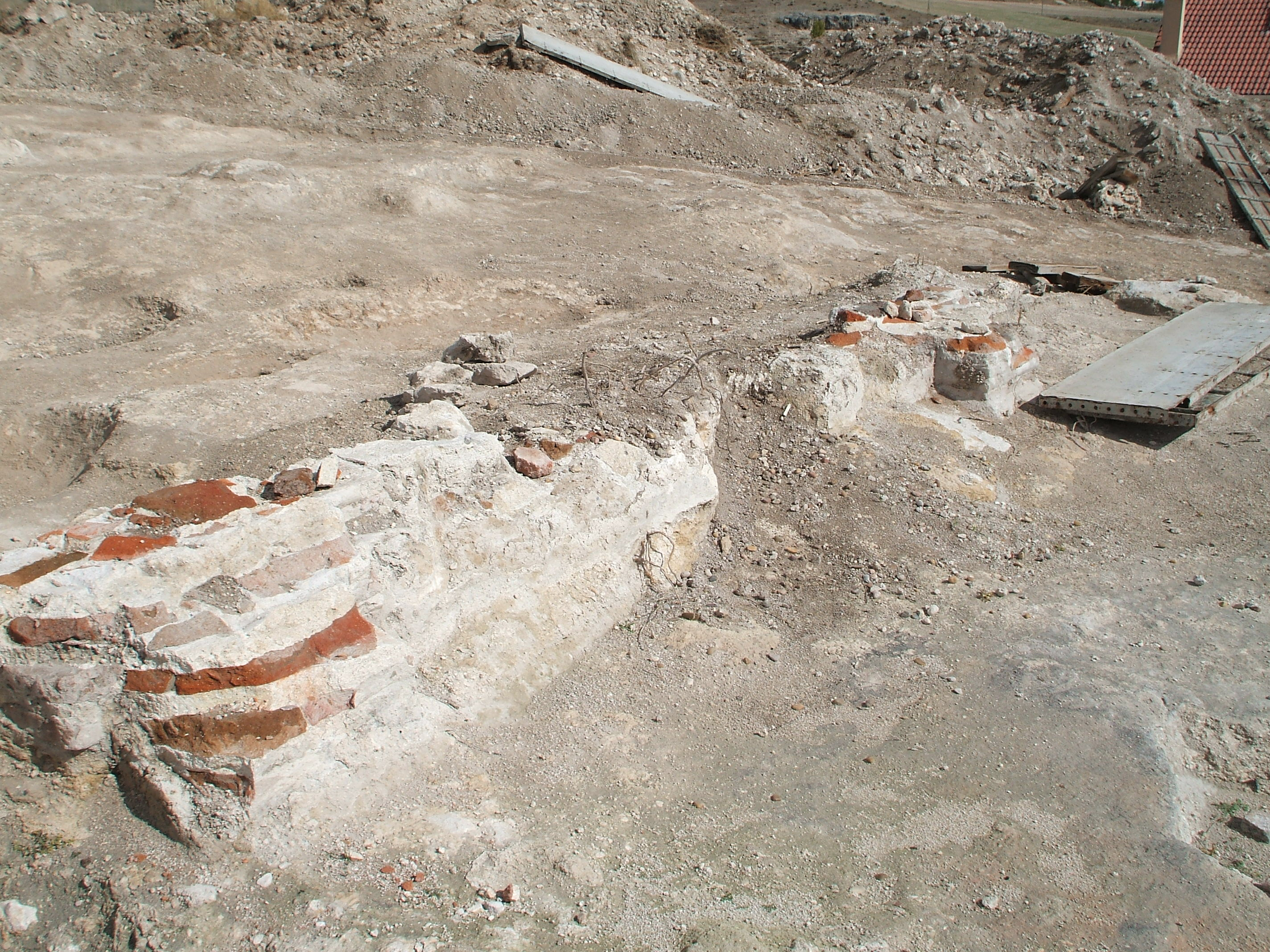
Restos de una iglesia mudéjar localizada en las necrópolis de Las Iglesuelas, en la zona norte de Cuéllar, cuyo nombre se desconoce (Ver más)

Además de las iglesias existentes en la actualidad, a través del importante volumen documental de la Edad Media que se conserva en los archivos de Cuéllar, se tiene noticia de un nutrido grupo de templos que no han llegado hasta nuestros días, y que es probable alguno de ellos formase parte de este conjunto mudéjar: San Roque, San Lázaro, Santa Lucía, San Cosme y San Damián, San Sebastián (1272), San Juan (1325), San Bartolomé (1356), Santo Domingo (1356), Santa Águeda (1404), San Nicolás (1471), San Cristóbal (1415), San Gil (1363) y San Julián, además de las ermitas de Santa María de Luzmanes, del Henar, de la Encina y la Ventosilla, sumados a las iglesias conventuales franciscanas masculina y femenina, y la capilla del hospital de la Magdalena, sin olvidar los monasterios de Santa María de Contodo y la Trinidad, ubicados fuera del núcleo urbano.
Además, es posible que existiesen otras cuyos nombres no han quedado registrados en la documentación medieval, como parece ser el caso de una iglesia mudéjar aparecida en el paraje de las necrópolis de Las Iglesuelas, que no coincide con la ubicación de las iglesias conocidas hasta el momento, y que por los escasos restos que se han conservado no existe duda alguna de que se trataba de otro ejemplo mudéjar más. Dentro del mismo paraje se han descubierto otras importantes necrópolis cristianas, que hacen intuir que bajo el suelo urbano no excavado pueden existir restos de otras iglesias.

### Plantas
Las iglesias mudéjares mantienen una relación arquitectónica con la estructura románica: constan de una o tres naves, y todas finalizan en un gran ábside central y dos más pequeños para las naves laterales en su caso. La planta de las iglesias de Cuéllar comparten una determinada singularidad, pues sus naves laterales son de escasa anchura y rematan en muros que no se reflejan en el exterior. Estas naves fueron diseñadas con una clara función constructiva: la de contrarrestar los empujes de la nave central, desechando así la opción de contrafuertes que utiliza el románico de piedra.

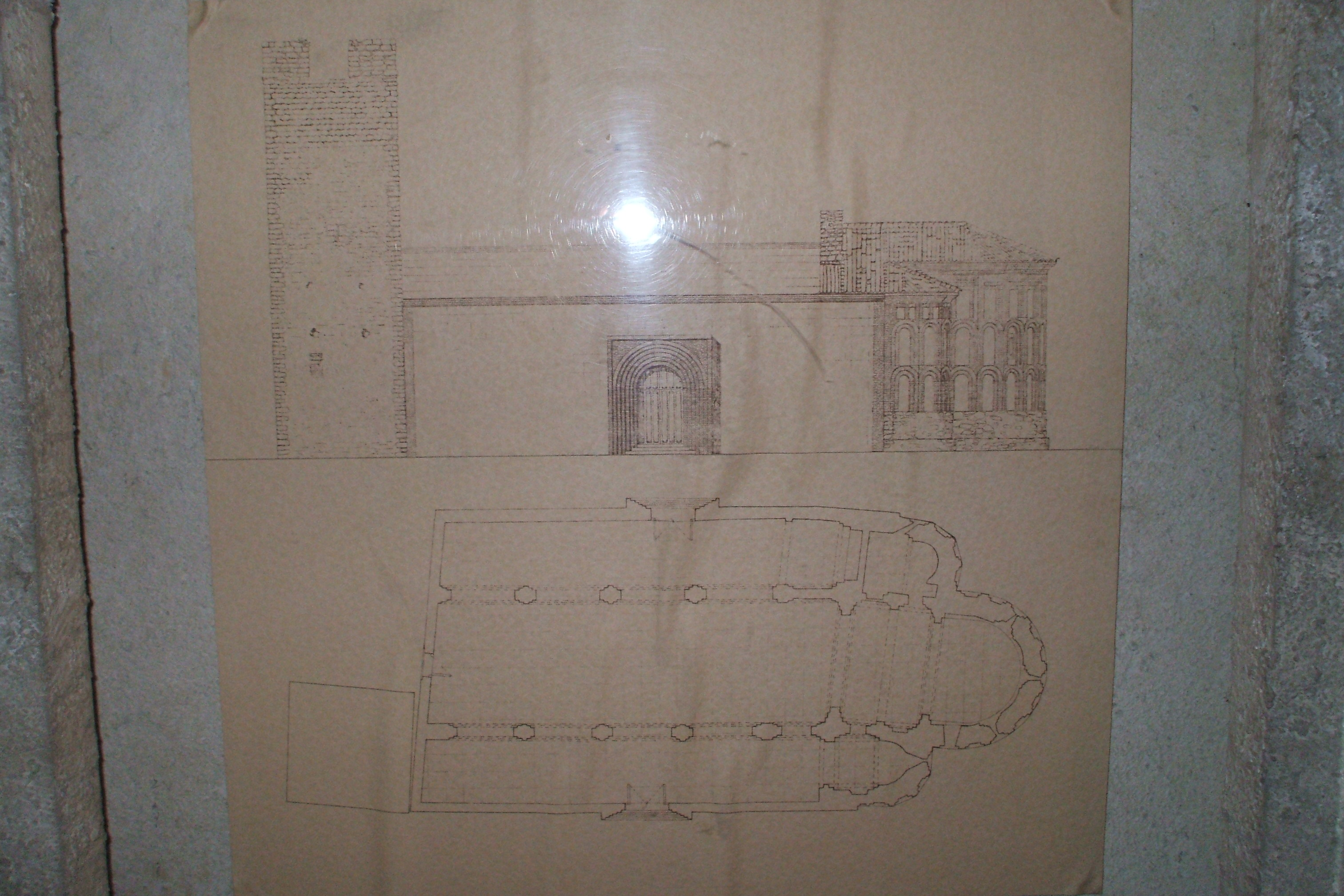
Planta y alzado de la iglesia de San Martín.

De entre todas ellas destaca la iglesia de San Andrés que, según afirmó el arquitecto Vicente Lampérez y Romea, posee la mejor planta de iglesia de este estilo. Se trata de un templo de triple cabecera con ábsides en batería y tres naves distribuidas en cuatro tramos, siendo el oriental de mayor longitud marcando con ello un crucero que no se manifiesta en la planta, como ocurre también en San Martín y San Esteban, aunque de menor amplitud en estos últimos casos. Sus naves están separadas por arcos formeros doblados y triples, cuyas roscas de medio punto arrancan de impostas de nacela y se apean en pilares de ladrillo compuestos. Otro de los ejemplos más destacados es la iglesia de San Esteban. De planta basilical, muestra un cuerpo de tres naves, donde la central multiplica casi por cuatro la anchura de las laterales, y consta de cinco tramos, de menor longitud los de los extremos; a este cuerpo se adosa una ancha cabecera que excede los límites de la nave central. Similares a esta, eran también las de la iglesia de Santiago y la de Santa Marina.
Por su parte, la iglesia de San Martín, también de planta basilical, consta de tres naves algo irregulares, con cinco tramos y cabecera triple, mientras que la de Santa María de la Cuesta repite el modelo de templo de una nave rectangular adosada a la cabecera absidal antecedida por un presbiterio distribuido en dos tramos por un arco fajón, en la que sorprende el gran desarrollo longitudinal de la nave, que dividida en cinco tramos compartimentados por pilares, es sin ninguna duda en este aspecto la más sobresaliente del conjunto cuellarano.

### Ábsides

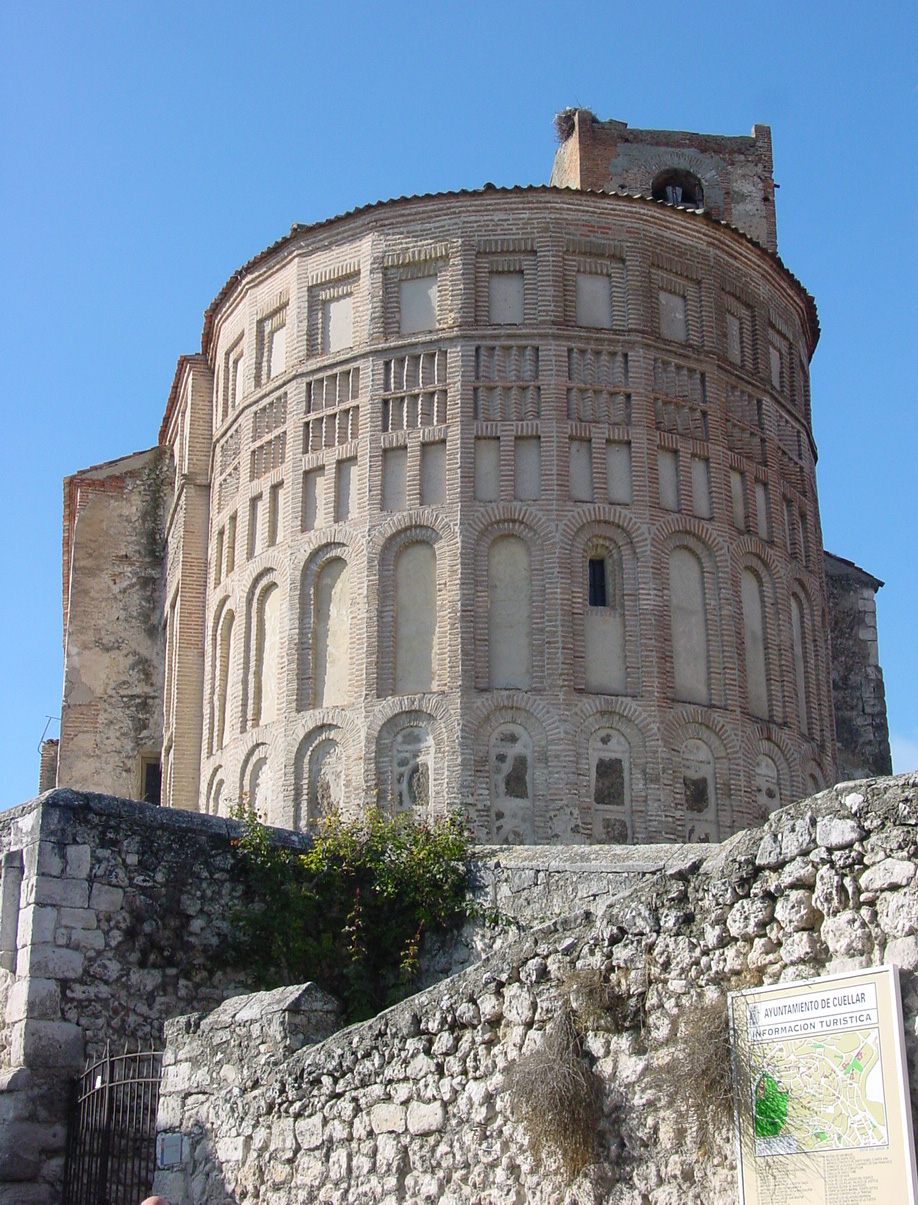
Ábside de la iglesia de San Esteban.

Los ábsides son poligonales, cubiertos con bóveda de cuarto de esfera precedida por un tramo recto con bóveda de cañón, soportada por varios arcos fajones de ladrillo. Es en los ábsides donde precisamente los alarifes demostraron su maestría con el ladrillo por la gran variedad de combinaciones, pues estas estructuras decorativas que se manifiestan en el exterior además de su función estética también tienen una finalidad constructiva, la de contener y moldear el relleno de gran espesor a base de tapial y argamasa. Los huecos de las arquerías y casetones son ciegos y van rellenos de mampostería y, en algunos casos, se abren pequeños huecos, las saeteras.
Los ábsides tienen una serie de características comunes a pesar de su variedad. Se inician con un muro de mampostería para evitar el contacto del ladrillo con la humedad del suelo, y después se suceden las diferentes bandas o series de arquerías, casetones y otros motivos. En todos ellos las dos primeras series son de mayor anchura que la tercera o siguientes, a diferencia del mudéjar vallisoletano, donde la última banda de arcos es la más ancha del conjunto. En los ábsides cuellaranos, a excepción de los laterales de la iglesia de San Andrés, los arcos están alineados, mientras que los vallisoletanos no, donde los arcos superiores se apoyan en las claves de los inferiores, como en los ábsides laterales del citado templo cuellarano.
El más significativo de los ábsides cuellaranos es el de la iglesia de San Esteban. Sobre él, argumenta el marqués de Lozoya en su obra, que puede deputarse dentro de su extrema sencillez por una de las obras más originales del estilo, y ha sido calificado como el más representativo, elegante y decorado del mudéjar. Se trata de una construcción de trece paños, asentada sobre una potente cimentación de calicanto y sillar, sobre la que se articula el tambor mediante dos fajas de arcos de medio punto doblados; sobre ella otra de parejas de recuadros y un friso doble de esquinillas, rematando a modo de ático en una faja de recuadros doblados. Este modelo se repite con algunas variaciones en San Andrés y San Martín de Cuéllar, así como en otras localidades cercanas, aunque el caso de San Esteban es en el que más se acentúa el efecto decorativo debido a la gran fragmentación de los motivos.
|  |  |  |  |  |  |

### Torres
Una de las principales características de las torres de las iglesias de Cuéllar, aunque no exclusiva de ellas, es su coronamiento con merlones o almenas, cuyo significado es el medieval de iglesia militante en tiempos de lucha entre cristianos y musulmanes, pues constituían una pieza fundamental en la organización estratégico-militar del conjunto urbano, sirviendo como defensa para sus habitantes. Disponen de un antepecho o alero, generalmente de ladrillo en nacela, aunque también se registran realizados en teja vuelta en las iglesias de Santa Marina y San Martín.
|  |  |  |  |  |  |

### Atrios
La iglesia de Santa María de la Cuesta conserva prácticamente completo su atrio mudéjar, que está conformado por diversas arcadas de ladrillo que recorren la fachada norte desde la torre hasta la fachada oeste, doblando hasta la denominada puerta de San Isidro. Es posible que el atrio continuase por la fachada sur hasta la sacristía, y que Colmenares consideró un claustro.
|  |  |  |  |  |  |

### Techumbres y decoración pictórica
|  |  |  |  |  |

### Yeserías
El ejemplo más importante de yesería mudéjar en la villa se localiza en la iglesia de San Esteban. En ella, a ambos lados del presbiterio hay cuatro sepulcros gótico-mudéjares, dos a cada lado, unos fechados a principios del siglo XV y otros a finales. Están decorados con arabescos mudéjares, y cada uno de ellos porta un busto de alabastro representando a las personalidades sepultadas bajo ellos, pertenecientes a la familia Hinestrosa, un clan de la pequeña nobleza cuellarana que descendía por línea ilegítima de Alfonso IX de León. El conjunto muestra veinte escudos que representan seis armerías distintas, entre las que destaca el escudo real sin corona, por la ascendencia ilegítima del rey leonés, y también las armas de Fernando de Antequera, que por su disposición fueron plasmadas antes de ser elegido rey de Aragón. Durante la restauración de los mismos llevada a cabo por la Fundación de Patrimonio de Castilla y León, se extrajeron de los enterramientos varios cuerpos, cinco de ellos momificados de forma natural a consecuencia de la cal que revestían las paredes de los nichos.
|  |  |  |  |

## Arquitectura civil

### Construcciones defensivas

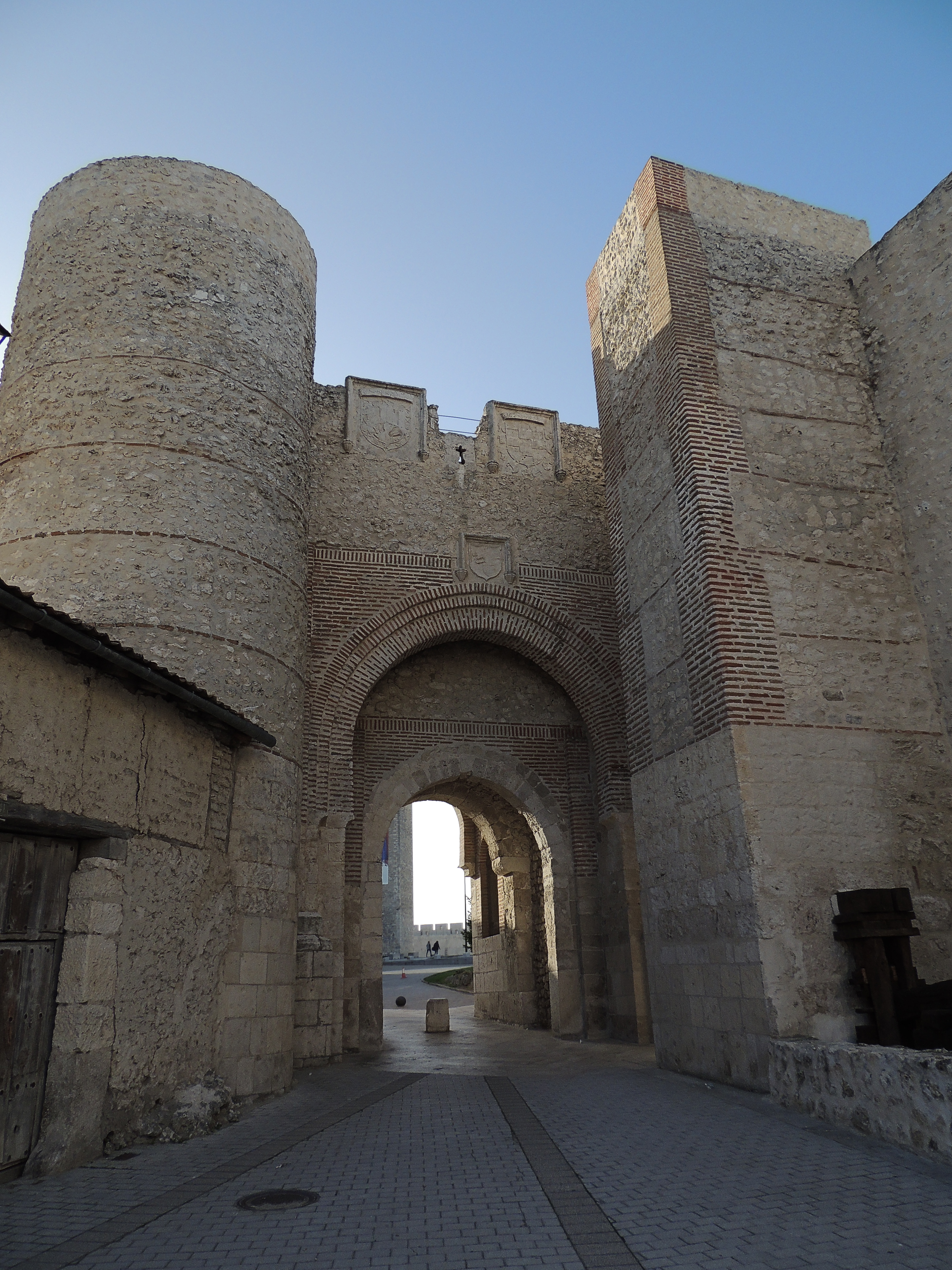
Exterior del arco de San Basilio.

La muralla de Cuéllar, de origen románico y fechada a partir del siglo XI conserva diversos elementos mudéjares, siendo el más significativo de todos ellos el arco de San Basilio, una de las cinco puertas que permitían la entrada al recinto de la ciudadela; se trata de la puerta principal de esta muralla y está ubicado en la zona alta de la villa, junto al castillo y orientado hacia el camino de Valladolid, Olmedo y Medina del Campo. Consiste en una pequeña fortaleza flanqueada de un cubo torneado y de un torreón de planta rectangular entre los que se localiza el adarve, sobre un arco de triple anillo. Su construcción es una combinación de mampostería y ladrillo, con labores mudéjares en las arquerías y el torreón, que guarda similitud con el mudéjar toledano. Defendía el conjunto un amplio cubo circular avanzado, que remataba el ángulo de la muralla, que también conserva restos de este arte.
Dentro del recinto de la ciudadela existió otra puerta de estilo mudéjar, el llamado arco de las Cuevas. A pesar de que debió derribarse hacia 1895, por lo que se desconoce el diseño de su construcción, es más que probable que perteneciese al mudéjar, teniendo en cuenta el fuerte torreón cuadrangular que se conserva y que formaba parte de la defensa de la puerta, propio de este estilo; de similares características se conservan dos torreones más. Además, a medio camino del lienzo de muro que conectaba este arco con el castillo, se localiza un pequeño portillo para jinetes que también conserva elementos de ladrillo.
Pasando al segundo recinto de la muralla, la de la ciudad, se localiza otra puerta mudéjar, una de las de mayor esbeltez del conjunto. Se trata de la denominada puerta de San Andrés, situada en el lado norte; a pesar de que en la actualidad conserva únicamente uno de los dos arcos de los que se componía, la profusa decoración de ladrillo que contiene, de gran similitud con la visible en la puerta de San Basilio, no deja lugar a dudas sobre su estilo. Integrando este recinto también se localiza el portillo de Santa Marina, una pequeña puerta de vigilancia con decoración mudéjar en su parte superior. Asimismo, se desconoce el diseño de las puertas de Carchena y de la Trinidad, que pudieron haber pertenecido a este arte.
Una de las primitivas puertas de entrada a la villa se halla adosada al castillo, fruto del aprovechamiento del ángulo sureste para la construcción de la fortaleza. Se trata de la mejor puerta mudéjar del conjunto, actualmente denominada torre-puerta; se compone de dos torreones laterales ligeramente girados para no representar un frente directo al tiro frontal y producir el rebote de los proyectiles. Sus muros están reforzados en el exterior con verdugadas de ladrillo para evitar el descostre, y los vivos se perfilan con machones del mismo material, con cajas de mampuesto. Bajo ellas se abre un zaguán dotado de doble portaje blindado, rastrillo y buhedera. En la parte superior de la puerta, en la tercera cámara que alberga, se localizan restos de un aljibe de ladrillo del siglo XIII, diseñado para la captación de aguas pluviales. Ubicada también en la misma torre, se localiza una galería mudéjar del siglo XIII. Se trata en realidad de la escalera de acceso a una de las torres de la muralla urbana en la que Álvaro de Luna edificó después esta torre. Es probable que, al adosar el castillo a la muralla, la galería quedase cegada dentro de la fortaleza.
|  |  |  |  |  |

### Construcciones populares

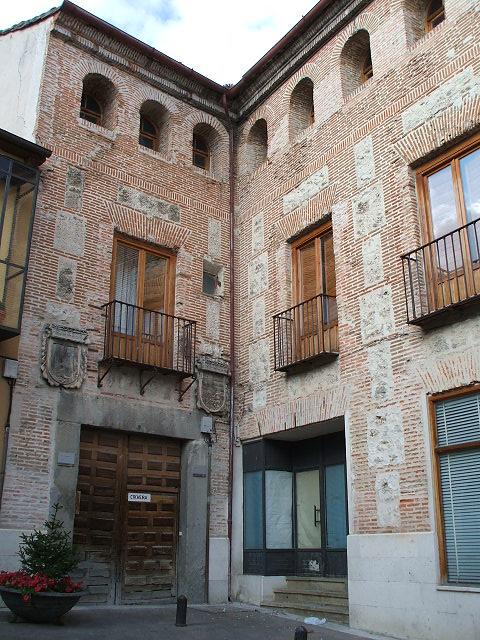
Palacio mudéjar de Santa Cruz.

Su influencia sobre la estructura urbana es clara en el plano de la villa y en la construcción de casas y edificios. Es evidente que esta influencia existió, sobre todo en la construcción de calles estrechas y oscuras, de trazado sinuoso. Existieron también calles cubiertas, pontidos, corredores, balcones y saledizos. Existen también referencias a los corrales que agrupaban dos o tres casas con una entrada única desde la calle.
Por lo que respecta a los elementos y estructura de la vivienda, se registra frecuentemente el uso de voladizos en las fachadas, apoyados en canes de madera, cuya disposición en filas sobrepuestas y el remate de sus extremos, son soluciones propias del mudéjar. Son escasos los restos de portadas mudéjares, que tenía arcos de herradura, alfices de ladrillo, ventanas dobles con arco de herradura, con decoración de cintas y nudo (almohades). También dentro de la tradición mudéjar se incluye la decoración de esgrafiado, tan extendida en Segovia y su provincia, también en Cuéllar y pueblos de su término existen ejemplos de este tipo de decoración.
Donde mejor se observa la influencia islámica es en el interior de las viviendas: situación de la puerta de entrada, descentrada en un lado de la fachada, el zaguán, el tipo de patio, con galería sólo en uno de los lados, son muestras de influencia que el urbanismo medieval ejerció en Cuéllar.

## Centro de Interpretación
La iglesia de San Martín alberga desde el año 1997 el Centro de Interpretación del Arte Mudéjar, centro pionero en España dedicado a este arte, en el que se pretende a través de un espectáculo de luz y sonido trasladar al visitante a los siglos alto medievales, para conocer de la mano de dos voces del tiempo el inicio de la construcción del templo.